# Phil Goss
Phil Goss, né le 7 avril 1983 à Temple Hills, dans le Maryland, est un joueur américain de basket-ball. Il évolue aux postes de meneur et d'arrière.

## Biographie
Il quitte l'ASVEL le 26 mars 2012.